# Eslöv
Eslöv è una città della Svezia capoluogo dell'omonimo comune, conta 16.551 abitanti e si trova nella contea di Scania è oggi considerata un sobborgo delle città di Malmö e Lund.

## Storia
Eslöv è stato un piccolo villaggio fino al 1858 quando fu aperta una stazione sulla linea principale tra Stoccolma e Malmö. Negli anni immediatamente successivi al 1860 furono costruite molte linee ferroviarie, e Eslöv divenne un importante crocevia con linee in sei diverse direzioni. La popolazione cominciò a crescere fino alle 1.240 unità del 1875 quando Eslöv ottenuto lo status di Köping (borgo commerciale). Nel 1911 contava ormai 5.400 abitanti quando ottenne lo status di città (stad), per Decreto Reale. La popolazione ha continuato a crescere e raggiungendo le 7.000 unità nel 1951, le 11.000 nel 1964 e le 15.000 nel 1995. Dal 1971, in seguito alla riforma del governo locale, Eslöv è la sede del Comune cui dà il nome, che oggi conta più di 30.000 abitanti.

## Monumenti e luoghi d'interesse
La città ospita l'edificio in legno più alto della Svezia, il Lagerhuset costruito durante la prima guerra mondiale come magazzino di stoccaggio per i cereali.
La locale chiesa cittadina fu edificata nel 1890 in architettura neogotica con uno stile che da allora sarà noto come Gotico di Eslöv (Eslöv-Gothic).

## Galleria d'immagini

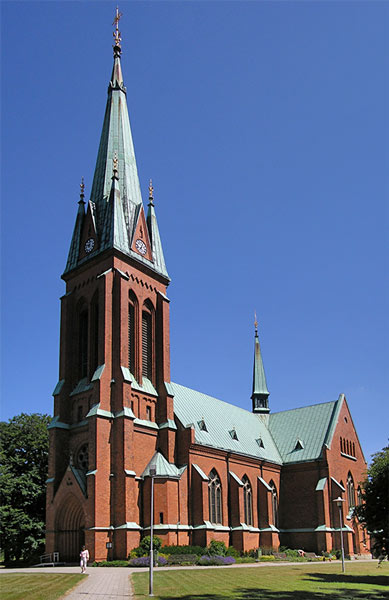
Chiesa cittadina